# Zawiya di Idris II

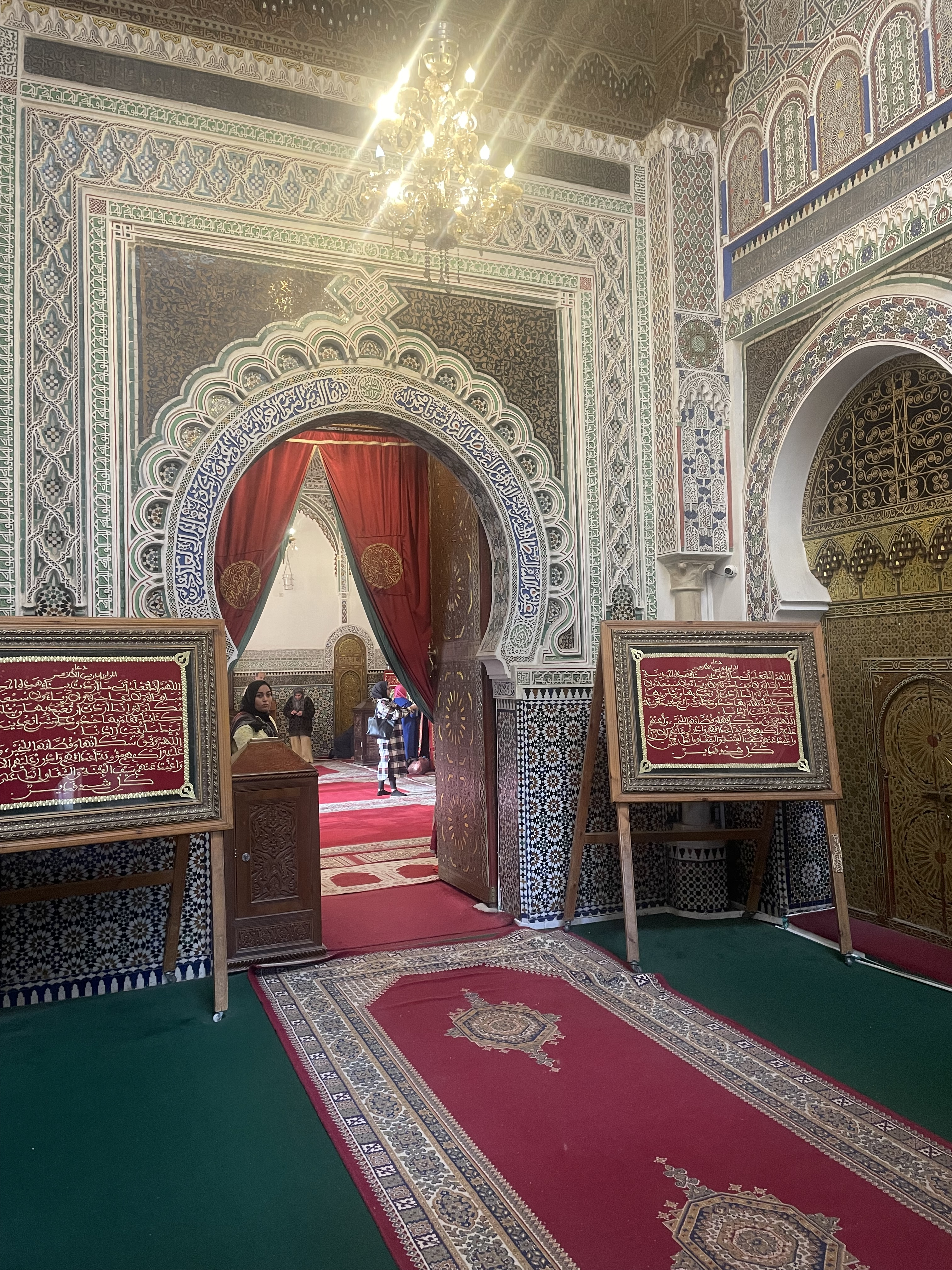
L'interno della zawiya

La Zawiya di Moulay Idris II è una zawiya a Fès, Marocco, dedicata alla tomba di Idris II, che governò il Marocco tra il 807-828 e fondò la città di Fès per la seconda volta nell'810.
Nel 1308, quasi cinque secoli dopo la morte di Moulay Idris II, sul posto fu ritrovato un corpo, ancora intatto. La popolazione credette che si trattasse del corpo di Idris II e fondò la zawiya. Originariamente fu costruita dai Merinidi nel 1440 circa; nel corso dei secoli l'edificio fu modificata significativamente e quasi completamente sostituita nel XVIII secolo da Mulay Isma'il nello stile tipico degli Alawiti, che governavano il Marocco al tempo.
Moulay Idris II è il santo patrono della città di Fès, si ritiene che visitare la sua zawiya porti benefici agli stranieri che visitano la città, ai ragazzi prima di essere circoncisi e alle donne che vogliono facilitare il parto.